# John Dejaeger
John Dejaeger (Tienen, 1 oktober 1955) is een Belgisch voormalig bedrijfsleider in de chemiesector en bestuurder.

## Levensloop

### BASF
John Dejaeger studeerde in 1978 af als scheikundig ingenieur aan de Katholieke Universiteit Leuven. Hij begon zijn carrière als productieleider Salpeterzuur en NPK-meststoffen bij BASF Antwerpen. Hij werkte van 1985 tot 1987 voor Exxon Chemicals in Meerhout en van 1987 tot 1988 voor Avery in Turnhout. In 1988 keerde hij terug naar BASF. Van 1997 tot 2000 werkte Dejaeger op het hoofdkantoor van de chemieconcern in Ludwigshafen in Duitsland, waar hij onderafdelingschef werd in de divisie Rentabiliteitsevaluatie. Vervolgens keerde hij terug naar Antwerpen, waar hij lid werd van het managementcomité en van 2003 tot 2007 gedelegeerd bestuurder was. Dejaeger volgde Antoon Dieusaert op en werd zelf door Wouter De Geest opgevolgd.

### Na BASF
Hij ging in 2007 aan de slag als consultant voor beeldverwerkingsgroep Agfa-Gevaert en was van 2008 tot 2009 operationeel directeur van Reynaers Aluminium in Duffel, van 2009 tot 2010 CEO van de distributeur en producent van chemische producten Arpadis in Antwerpen en van 2011 tot 2017 CEO van Lamifil in Hemiksem, fabrikant van hoogspanningskabels, spoorwegbovenleidingen, draden en draadproducten.

### Overige activiteiten
Dejaeger bekleedt of bekleedde verschillende bestuursmandaten bij het Verbond van Belgische Ondernemingen, het Vlaams Economisch Verbond (later Voka), Fedichem (later essenscia), de Universiteit Antwerpen, de Koning Boudewijnstichting, KU Leuven Research & Development (LRD), het departement Chemische Ingenieurstechnieken van de KU Leuven (CIT), Rode Kruis-Vlaanderen en de vzw Werkhaven Antwerpen. In 2020 volgde hij Kurt Moons op als voorzitter van Pro Flandria, een denktank van ondernemers die ijvert voor Vlaamse onafhankelijkheid.
In de privésector was hij bestuurder van Soudal, Ascure en Sopraco.
Hij was ook columnist bij Trends en auteur bij Doorbraak. In 2023 verleende hij financiële steun voor de oprichting van de denktank Stichting Merito van Ivan Van de Cloot, en voor het tijdschrift Doorbraak.